# Tepemaxalco
Tepemaxalco är en kommun i Mexiko.   Den ligger i delstaten Puebla, i den sydöstra delen av landet, 90 km sydost om huvudstaden Mexico City.
Följande samhällen finns i Tepemaxalco:
- San Felipe Tepemaxalco
- San Miguel Xicotzingo